# Ian Gomez
Ian Gomez (Nueva York, 27 de diciembre de 1964) es un actor estadounidense, más conocido por su trabajo en televisión, principalmente por su papel de Javier en Felicity y como Andy en Cougar Town.

## Biografía

### Carrera
En The Drew Carey Show interpretó a Larry Almada, un compañero de trabajo de Drew en Winfred-Louder. También trabajó con Drew Carey en el show Whose Line Is It Anyway?. En Curb Your Enthusiasm, interpretó al "chef calvo", al que Larry contrató para cocinar en el restaurante de su propiedad con Jeff Greene, Ted Danson, Michael York, y Hugh Mellon. Entre 1998 y 2002, interpretó a Javier Clemente Quintata en el show Felicity. En abril de 2006, Gomez apareció en Reba como un terapeuta en el episodio llamado "Here We Go Again". Estuvo recientemente en Jake in Progres, junto a John Stamos, y apareció en el cuarto episodio de Lost en la tercera temporada, "Every Man for Himself". Actualmente actúa en la comedia de ABC Cougar Town, junto a Courteney Cox, y la compañera de Drew Carey Show, Christa Miller.

### Vida personal
Nació en Nueva York, de padre artista y madre bailarina. Estuvo casado con la actriz y escritora Nia Vardalos de My Big Fat Greek Wedding; y ambos pueden ser vistos en la película Connie and Carla. Gomez es de Puerto Rico y tiene ascendencia judía rusa, aunque  se convirtió a la religión ortodoxa griega al casarse con Vardalos. En 2008, la pareja adoptó a una niña.

## Filmografía

### Cine
| Año  | Título                                     | Rol                 | Notas |
| ---- | ------------------------------------------ | ------------------- | ----- |
| 1993 | Excessive Force                            | Lucas               |       |
| 1993 | Rookie of the Year                         | Odd bellman         |       |
| 1997 | 'Til There Was You                         | Scott               |       |
| 1997 | Courting Courtney                          | Hank                |       |
| 1999 | EDtv                                       | Mcllvaine           |       |
| 2001 | The Center of the World                    | Delivery Man        |       |
| 2001 | Almost Salinas                             | Manny               |       |
| 2002 | My Big Fat Greek Wedding                   | Mike                |       |
| 2002 | Meet Prince Charming                       | Gino                |       |
| 2002 | Get A Clue                                 | Mr. Orlando Walker  |       |
| 2003 | Street of Pain                             | Beau                |       |
| 2003 | Chasing Papi                               | Doctor Chu          |       |
| 2003 | Dickie Roberts: Former Child Star          | Strange Man         |       |
| 2004 | Connie and Carla                           | Stanley             |       |
| 2004 | The Last Shot                              | Agent Nance         |       |
| 2005 | Getting To Know You                        | Russ                |       |
| 2005 | Underclassman                              | Detective Gallecki  |       |
| 2006 | You Did What?                              | Dr. Bob             |       |
| 2007 | Love Shack                                 | Mo Saltzman         |       |
| 2009 | My Life in Ruins                           | Motel Clerk         |       |
| 2009 | I Hate Valentine's Day                     | KJ Ken              |       |
| 2011 | Larry Crowne                               | Frank               |       |
| 2013 | Dealin' with Idiots                        | Commissioner Gordon |       |
| 2014 | Free Fall                                  | Ronald Taft         |       |
| 2015 | Always Worthy                              | Ricky               |       |
| 2015 | Larry Gaye: Renegade Male Flight Attendant | Captain Felder      |       |
| 2016 | Mi gran boda griega 2                      | Mike                |       |
| 2018 | Dude                                       | Jerry               |       |

### Televisión
- Missing Persons (1993) - Pete, técnico de la Morgue
- Married with Children (1995) - Empleado #1
- Murphy Brown (1995–1996) - Secretario #77; secretario imitador
- Melrose Place (1998) - Empleo de Hotel
- Smart Guy (1998) - Art Brown
- Whose Line Is It Anyway? (1999) - Él mismo
- Nikki (2001) - Dr. Dagger
- The Norm Show (1999–2001) - Danny Sanchez
- Danny (2001) - Martinez
- Felicity (1998–2002) - Javier Clemente Quintata
- Get a Clue (2002) - Mr. Orlando Walker
- NYPD Blue (2002) - Joel Robinson
- Curb Your Enthusiasm (2002) - Cheff Calvo
- Exit 9 (2003) - Gary
- Lucky (2003) - Pete
- The Lyon's Den (2003) - Agente especial Sasser
- The Drew Carey Show (1995–2004) - Larry Almada
- George Lopez (2004) - Vendedor de joyería
- Jake in Progress (2005–2006) - Adrian
- Reba (2006) - Terapeuta
- Lost (2006) - Munson
- The Beast (2007) - Ron
- Campus Ladies (2006–2007) - Roger
- Heroes (2007) - Traficante de arte
- My Boys (2007) - Turk Vardell
- Rita Rocks (2008-2009) - Owen
- Life (2009) - Tom Santos
- Cougar Town (2009-2015) - Andy Torres
- True Jackson, VP (2009) - Jobi Castanueva
- Royal Pains (2010) - Mac
- Grey's Anatomy (2011) - Doctor
- The Middle (2011) - Vecino
- Touch (2012) - Wade
- Drop Dead Diva (2012) - Warren Patton
- Cuz-Bros (2014) - Phil (película para televisión)
- The Great Holyday Baking Show (2015) - Presentador
- Supergirl (2016) - Snapper Carr
- Angel from Hell (2016) - The Oyster King
- The Morning Show (2019-¿?) - Greg